# Microascus trigonosporus
Microascus trigonosporus är en svampart. Microascus trigonosporus ingår i släktet Microascus och familjen Microascaceae.

## Underarter
Arten delas in i följande underarter:
- macrosporus
- terreus
- trigonosporus